# Pikin Saramacca
De Pikin Saramacca of Klein Saramacca is een deel van de Saramaccarivier in Sipaliwini in Suriname. Het is de rechterarm van de rivier ter hoogte van het dorp Nieuw-Jacobkondre. Ook het gebied eromheen wordt Pikin Saramacca genoemd.
In het gebied wonen marrons van het volk Matawai.
De regio is via de lucht te bereiken naar de Njoeng Jacob Kondre Airstrip.
Bij de monding van de Pikin Saramacca ligt het Pikin Saramacca-project, een goudmijn dat voor 70% eigendom is van Rosebel en voor 30% van de Surinaamse overheid. Het gouderts werd hier in 2019 voor het eerst gedolven. Hier werd in september 2021 een archeologische vondst gedaan, bestaande uit een gepolijste bijl en potscherven.